# Eudontomyzon vladykovi
Eudontomyzon vladykovi là một loài cá thuộc họ Petromyzontidae. Nó được tìm thấy ở Áo, Bulgaria, România, Serbia, and Montenegro.